# Brug 51
Brug 51 is een vaste brug in Amsterdam-Centrum.

## Ligging
De verkeersbrug is gelegen in de noordelijke kade van de Leliegracht en overspant de Keizersgracht. Ze wordt geflankeerd door de bruggen 52 (west) en 53 (oost), beide in de kaden van de Keizersgracht, die over de Leliegracht liggen. De brug, zelf geen monument, wordt omringd door rijksmonumenten, waarvan Keizersgracht 174-176 wellicht het bekendst is als het Astoria, kantoor van de Eerste Hollandsche Levensverzekerings Bank en later Greenpeace.

## Geschiedenis
Er ligt hier al eeuwen een brug. Op de kaart van Balthasar Florisz. van Berckenrode uit 1625 is een brug met vijf doorvaarten ingetekend in de Lely Graft over de Keysers Graft. Echter de kaart met de kavelverdeling ten zuiden van de Leliegracht tussen Keizersgracht en Prinsengracht uit circa 1618 liet ook al een brug (vijf bogen) zien. Joan Blaeu tekende op zijn kaart uit 1649 echter een brug met drie doorgangen. In 1748 schilderde Cornelis Pronk  drie doorvaarten tijdens de zonsverduistering van 25 juli 1748. Luttele jaren later bij Jan Schouten weer vijf.  
De moderne geschiedenis van de brug begint in 1863. De gemeente doet dan een onderzoek naar de fundering van de brug. Geconstateerd werd dat deze van onvoldoende kwaliteit was, de brug moest vernieuwd worden. Op 31 mei 1864 vond de aanbesteding plaats voor “het maken van een onderheide fundering met het optrekken der gemetselde penanten en walhoofden en “het maken en stellen van al de ijzerwerken voor de bovengenoemde steenen wulfbrug”. Voor minder dan 22.000 gulden kon de brug herbouwd worden, de hele inrichting zou meer dan 30.000 gulden hebben gekost. In die tijd had de Keizersgracht een probleem met verzakkende walkanten, reden waarom er nauwelijks een jaar later geopperd werd de Keizersgracht ter plaatse te dempen. In 1892 vond een nieuwe aanbesteding plaats, de drie bruggen (51, 52 en 53) moesten verlaagd worden. In augustus werd al het scheepvaart- en overige verkeer gestremd, voetgangers konden gebruik maken van hulpbruggen. In maart 1893 was de klus geklaard. Pas bijna een eeuw later is er weer werk aan de winkel, vanaf 1979 tot midden 1982 werd er gewerkt aan het bruggencomplex, waarbij brug 51 het laatst werd opgeleverd (circa augustus 1982). De brug werd daarbij op een breedte gebracht van 9,60 meter. Er moesten 114 boogstenen van Pools graniet geplaatst worden (gepolijst aan de buitenzijde, ruw aan de binnenzijde). Om het werk te laten vlotten waren de stenen vooraf genummerd. Op een tweetal stenen is het brugnummer 51 (noordkant) en 1982 (zuidkant) te lezen. Dit alles om de brug een “antiek” uiterlijk te geven, terwijl de brug een betonnen overspanning kreeg (ook wel architectonische leugen genoemd). Otto Jaring had in 1982 al een impressie van de nieuwe bruggen geschilderd (olieverf).

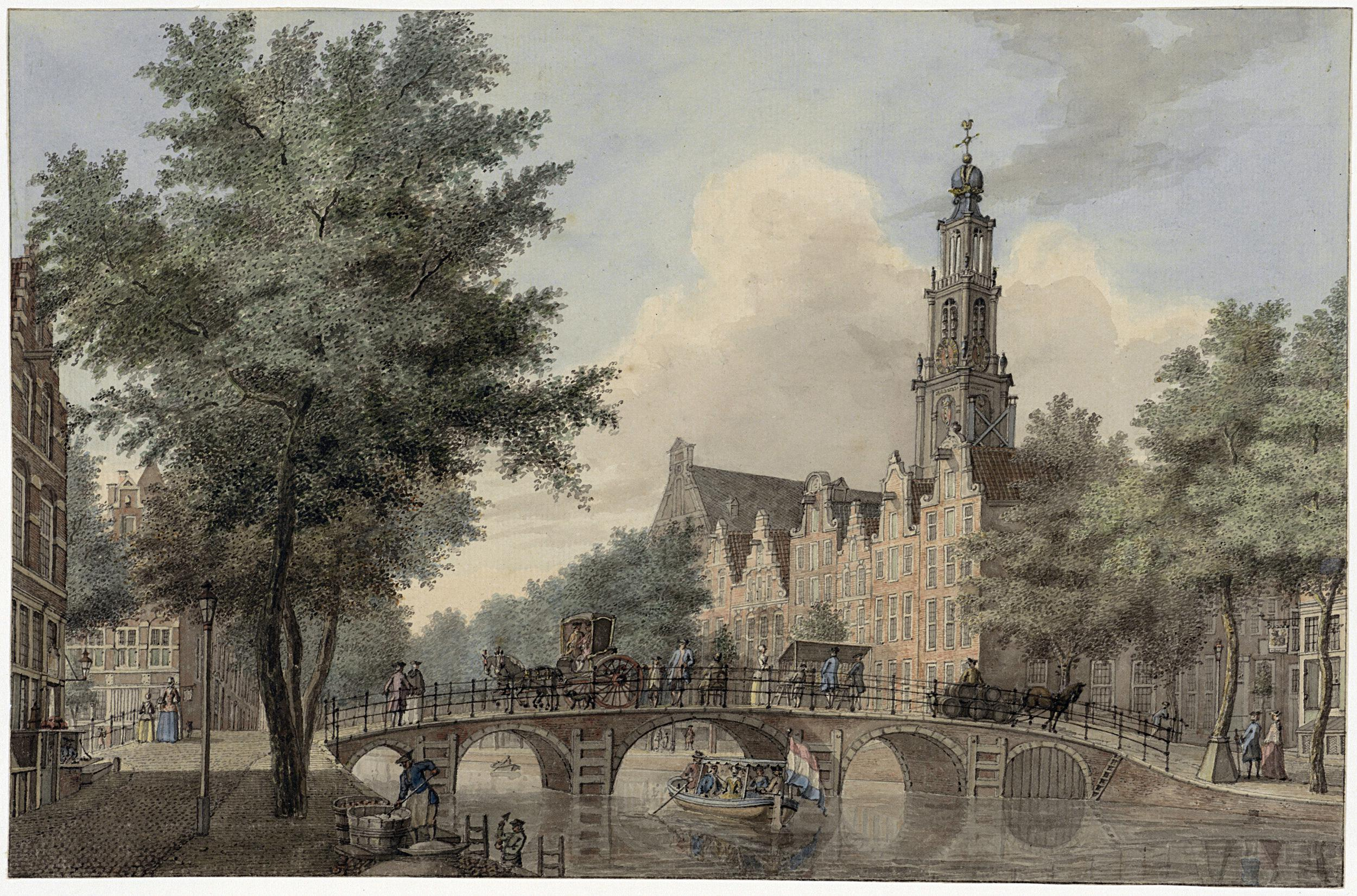
Brug van Jan Schouten, circa 1760
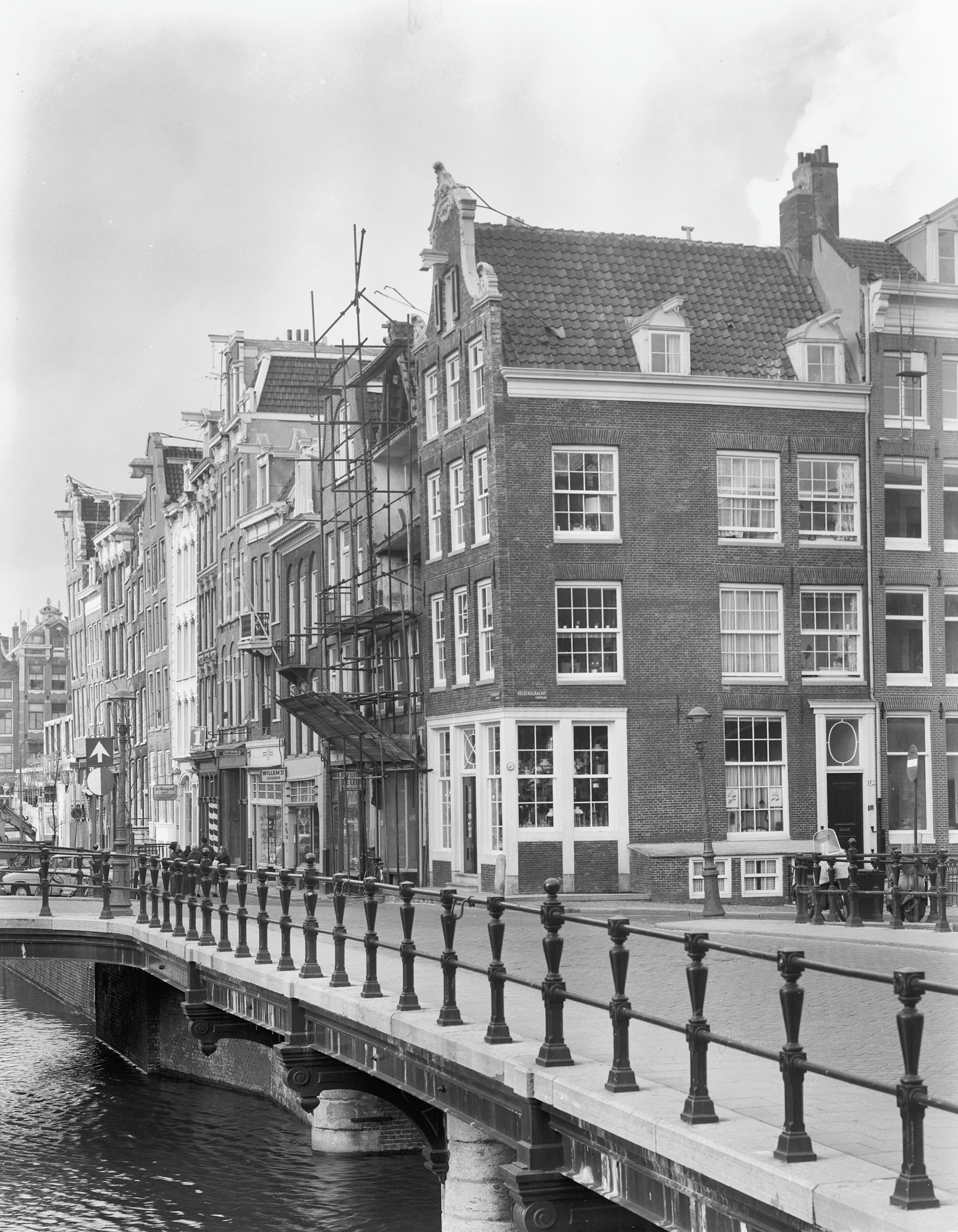
De brug in 1966

1 · 2 · 3 · 4 · 5 · 6 · 7 · 8 · 9 · 10 · 11 · 12 · 13 · 14 · 15 · 16 · 17 · 18 · 19 · 20 · 21 · 22 · 23 · 24 · 25 · 26 · 27 · 28 · 29 · 30 · 31 · 32 · 34 · 35 · 36 · 37 · 38 · 39 · 40 · 41 · 42 · 43 · 44 · 45 · 46 · 47 · 48 · 49 · 50 · 51 · 52 · 53 · 54 · 55 · 56 · 57 · 58 · 59 · 60 · 61 · 62 · 63 · 64 · 65 · 66 · 67 · 68 · 69 · 70 · 71 · 72 · 73 · 74 · 75 · 76 · 77 · 78 · 79 · 80 · 81 · 82 · 84 · 85 · 86 · 87 · 88 · 89 · 90 · 91 · 92 · 93 · 94 · 95 · 96 · 97 · 98 · 99 · >>>
Brugnummers 33 en 83 zijn niet (meer) vergeven